# Син тушканчик
Син тушканчик (на френски: Gerboise Bleue) е първата взривена френска атомна бомба. Тя е взривена в сърцето на Алжирската пустиня на 13 февруари 1960 година, точно по времето на Алжирската война (1954-62). Особеното име на бомбата произлиза от наименованието на малък пустинен гризач от Азия и Африка - тушканчик, и от първия цвят във френското знаме – синьото. Следващите бомби са наречени съответно на останалите цветове – „бял“ и „червен“ тушканчик.
„Син тушканчик“ е най-мощната бомба, използвана като първи ядрен опит. Нейните 70 килотона я правят по-мощна от американската "Trinity" (20 килотона), руската РДС-1 (22 килотона) и британската "Ураган" (22 килотона), взети заедно. Само 2 други бомби, тествани в Сахара, са били по-мощни – „Рубис“ (около 100 кт) и „Сапфир“ (ок. 140 кт). Устройството е било монтирано на върха на 100-метрова кула.

## Бял, червен и зелен тушканчик
„Операция Тушканчик“ е наименованието на цялата програма – включва Синия, който е първият френски ядрен опит, но и още три бомби – Бял, Червен и Зелен, които са значително по-малки от първата бомба.
- На 1 април 1960 г. е детониран „Бял тушканчик“, с мощност от около 6 килотона. Този опит е проведен с цел проверка на ефективността на френските тактически ядрени способности. Бомбата е взривена на върха на 50-метрова кула.

- На 27 декември същата година следва нов опит – „Червен тушканчик“. Неговата мощност е приблизително равна на тази на „Белия“, но за разлика от него тази бомба е взривена направо на земята, а не върху кула.

- На 25 април 1961 г. е проведен последният атмосферен тест в Сахара – „Зелен тушканчик“. Неговата мощност е едва 0,5 килотона. Той, както и „Белият“, е взривен на върха на 50-метрова кула.